# Done with Mirrors
Done With Mirrors – ósmy album studyjny zespołu Aerosmith. Wydany w listopadzie 1985 roku. 

## Lista utworów
1. "Let The Music Do The Talking" - 3:43
2. "My Fist Your Face" - 4:21
3. "Shame On You" - 3:38
4. "The Reason A Dog" - 4:12
5. "Shela" - 4:31
6. "Gypsy Boots" - 4:13
7. "She's On Fire" - 3:44
8. "The Hop" - 3:39
9. "Darkness" - 3:41